# Solitary
Solitary è il secondo album da solista del cantante Don Dokken, pubblicato il 21 ottobre 2008.
È un album acustico, autoprodotto dal cantante e distribuito esclusivamente ai fan durante il relativo tour quello stesso anno.
Il brano Where the Grass Is Green era già stato registrato da John Norum per il suo album Worlds Away nel 1996.

## Tracce
1. In the Meadow – 4:14
2. I'll Never Forget – 3:47
3. Where the Grass Is Green – 3:54
4. Ship of Fools – 4:29
5. You Are Everything – 4:26
6. Venice – 4:32
7. Sarah – 5:56
8. The Tragedy – 5:02
9. Someday – 4:01

## Formazione
- Don Dokken – voce, chitarra acustica
- Wyn Davis – chitarra, basso, sintetizzatori
- Michael Thompson – chitarra, basso
- Steve Ornest – chitarra
- Tony Franklin – basso
- Frank Lentz – batteria
- Gary Ferguson – batteria
- Vinnie Colaiuta – batteria
- John Schreiner – pianoforte, sintetizzatori
- John Keane – pianoforte, sintetizzatori
- Kelly Keeling – cori in Where the Grass Is Green